# Seznam nosilcev spominskega znaka Vražji kamen
Seznam nosilcev spominskega znaka Vražji kamen.

## Seznam
(datum podelitve - št. znaka - ime)
- neznano - 1 - Marko Veselič
- neznano - 2 - Stanislav Balkovec
- neznano - 3 - Martin Ilenič
- neznano - 4 - Tadej Burazer
- neznano - 5 - Dubravko Čengija
- neznano - 6 - Silvester Jesih
- neznano - 7 - Franc Kartuš
- neznano - 8 - Boris Kralj
- neznano - 9 - Vlado Magdič
- neznano - 10 - Božidar Mokrovič
- neznano - 11 - Andrej Panjan
- neznano - 12 - Jurij Papež
- neznano - 13 - Jože Planinc
- neznano - 14 - Jože Smrekar
- neznano - 15 - Bojan Štukelj
- neznano - 16 - Danilo Vranešič
- neznano - 17 - Andrej Žnidaršič
- neznano - 18 - Andrej Žunič
- neznano - 19 - Mladen Becič
- neznano - 20 - Tomaž Jeršin
- neznano - 21 - Andrej Tomc
- neznano - 22 - Igor Štrucl
- neznano - 23 - Božidar Brajkovič
- neznano - 24 - Branko Šušter
- neznano - 25 - Roman Božič
- neznano - 26 - Boris Kralj
- neznano - 27 - Ivan Cerar
- neznano - 28 - Dušan Kočevar
- neznano - 29 - Jože Simčič
- neznano - 30 - Bogdan Bebar